# Konferenz Bekennender Gemeinschaften in den Evangelischen Kirchen Deutschlands
Die Konferenz Bekennender Gemeinschaften in den Evangelischen Kirchen Deutschlands (KBG) wurde 1970 als Gegengewicht gegen die „moderne Theologie“ der EKD gegründet. Sie ist Dachverband verschiedener konservativer evangelischer und evangelikaler Sammelbewegungen in Deutschland und ist Mitglied in der Internationalen Konferenz Bekennender Gemeinschaften (IKBG).

## Geschichte
Die Konferenz Bekennender Gemeinschaften entstand auf eine Anregung des Tübinger Missionswissenschaftlers Professor Peter Beyerhaus im Oktober 1970 als eine – zunächst lose – Arbeitsgemeinschaft der in ihr organisierten Verbände.
Die Gründung erfolgte im Umfeld eines konservativ-evangelikalen Aufbruchs, der in (West-)Deutschland Mitte der 1960er Jahre Kontur angenommen hatte. Ihm kann auch die Gründung von Lehranstalten wie der STH Basel (früher FETA) und FTH Gießen (früher FTA) zugerechnet werden, die eine zu staatlichen Hochschulen alternative „bibeltreue“ theologische Ausbildung anstreben. Anlass der Aufbruchsbewegung waren die stark rationalen, entmythologisierenden Bibelauslegungen um den Theologen Rudolf Bultmann in den 1950er Jahren, die auch den Weg auf etliche Kirchenkanzeln fanden, sowie eine als zunehmende Politisierung empfundene offen gesellschaftskritische Haltung in der evangelischen Kirche, gegen die sich eine Gegenbewegung aus konservativen Kirchenkreisen formierte. Diese suchte den Weg zurück zu einer Kirche mit möglichst wortwörtlicher Auslegung Bibel und konservativen Hierarchien. Gleichzeitig betrachtete sie es als ihre Aufgabe, Entwicklungen in Staat und Gesellschaft entgegenzuwirken, die nicht der Bibel gemäß und somit schädlich seien.
Gründungsmitglieder der Konferenz waren die Verbände Bekenntnisbewegung „Kein anderes Evangelium“, die Kirchliche Sammlung um Bibel und Bekenntnis, die Kirchliche Sammlung um Bibel und Bekenntnis in Bayern, die Evangelische Sammlung Berlin und die Ludwig-Hofacker-Vereinigung in Württemberg. Als maßgebliches Organ wird jedoch nicht ihr Leiterkreis, sondern ihr Theologischer Konvent eingestuft. Dieser Konvent gliederte sich in fünf Sektionen:
I. Biblisch-systematische Theologie
II. Mission, Evangelisation und Ökumene
III. Praktische Theologie
IV. Kirche und Umwelt
V. Familie und Erziehung
Hier wurden unter Vorsitz von Walter Künneth und Peter Beyerhaus eine Reihe von Verlautbarungen erarbeitet, darunter die „Frankfurter Erklärung zur Grundlagenkrise der Mission“, die „Berliner Ökumene-Erklärung“, „Rettet das Leben! Der Wächterruf zur Bedrohung der sittlichen Ordnung“, „Mission unter Israel auch heute“, „Eine Welt eine Religion? Die synkretistische Bedrohung unseres Glaubens im Zeichen von New Age“. 1980 kam die vierteljährlich herausgegebene Zeitschrift Diakrisis. Hilfe zur Unterscheidung von Geistesströmungen in Kirche und Welt hinzu. (vgl. auch Liste christlicher Zeitschriften)
Die Bekenntnisbewegung „Kein anderes Evangelium“ kann als Wortführerin in der KBG und aktivste der bekennenden Gemeinschaften gelten.
Mitarbeiter in diesem führenden Verband der KBG, wie auch im wichtigen Theologischen Konvent der Konferenz war auch der heute emeritierte STH- und EFT-Professor Georg Huntemann, der seit den 1960er Jahren seine gesellschaftspolitischen Auffassungen in zahlreichen Büchern veröffentlichte und langjähriger Pfarrer der bekennenden St.-Martini-Gemeinde in Bremen war.
Der Gnadauer Gemeinschaftsverband verließ die Konferenz Bekennender Gemeinschaften 1991 mit der Begründung, dass die Konferenz im Wesentlichen durch die Absage an die Moderne zusammengehalten werde.
Diese Absage an die Moderne kann heute in der deutschen Gesellschaft als grundlegend sowohl von der Neuen Rechten wie auch von den Traditionalisten der Römisch-katholischen Kirche mitgetragen angesehen werden.

## Mitglieder der Konferenz
(vgl. auch den Abschnitt Zusammenschlüsse in der Liste wichtiger Institutionen und Werke der evangelikalen Bewegung in Deutschland)
- Bekenntnisbewegung „Kein anderes Evangelium“[9]
- Evangelische Vereinigung um Bibel und Bekenntnis in Baden[9]
- Evangelische Notgemeinschaft in Deutschland[9] (2017 aufgelöst)
- Evangelische Sammlung Berlin[9]
- Evangelische Sammlung im Rheinland[9]
- Evangelische Sammlung in Württemberg[9]
- Christusbewegung „Lebendige Gemeinde“ (früher Ludwig-Hofacker-Vereinigung)[9]
- Kirchliche Sammlung um Bibel und Bekenntnis, der folgende regionale Sammlungen vorausgingen[9]:

Kirchliche Sammlung um Bibel und Bekenntnis in Bayern
Kirchliche Sammlung um Bibel und Bekenntnis in der Nordelbischen Evangelisch-Lutherischen Kirche, der 1985 eine Gründung der Bekennenden Gemeinschaft Nordelbiens folgte.
- Sammlung Bekennender Evangelischer Frauen[9]
- Selbständige Evangelisch-Lutherische Kirche (SELK, nicht Teil der EKD und nicht in Kirchen- und Abendmahlsgemeinschaft mit deren Gliedkirchen)

ehemalig:
- Gnadauer Gemeinschaftsverband (1974 bis 1991)[11]

Die unter dem Dachverband der KBG organisierte Kirchliche Sammlung um Bibel und Bekenntnis in Bayern zählt heute folgende Sammlungen zu ihren Schwesterverbänden:
- Braunschweig: Kirchliche Sammlung um Bibel und Bekenntnis
- Westfalen: Kirchliche Sammlung um Bibel und Bekenntnis
- Sachsen: Evangelisch-Lutherische Bekenntnisgemeinschaft

sowie die oben bereits genannten:
- Baden: Evangelische Vereinigung für Bibel und Bekenntnis
- Berlin-Brandenburg: Evangelische Sammlung
- Nordelbien (Hamburg, Lübeck, Schleswig): Kirchliche Sammlung um Bibel und Bekenntnis
- Württemberg: Ludwig-Hofacker-Vereinigung